# ある勇気の記録
『ある勇気の記録』（あるゆうきのきろく）は、1966年10月7日から1967年5月26日までNET（現・テレビ朝日）で毎週金曜21:00 - 21:56（JST）に放送されたテレビドラマ。全34回。制作はNETと中国放送（RCC・TBS系列）、東映。
続編『挑戦者 続・ある勇気の記録』（ちょうせんしゃ ぞくあるゆうきのきろく）も制作された（1967年6月2日から9月30日まで、全18回）。本項で併せて記述する。

## 概要
原作はノンフィクション作品『ある勇気の記録 -凶器の下の取材ノート-』。1963年から1967年まで、広島市周辺で起こっていた第二次広島抗争時に中国新聞社が「暴力追放キャンペーン」と銘打ち、1963年から1965年まで広島市と呉市を中心に取材・報道活動を行い、そのペンの力で暴力団に敢然と立ち向かった成果を出版したもので、1965年（昭和40年）の第13回菊池寛賞を受賞した。撮影は実際に広島県で行なわれ、セミドキュメンタリー作品として制作された。
番組の冒頭で「この一篇を 暴力と斗（たたか）い 暴力に勝った 広島市民にささげる」というテロップが登場していた。

## 制作の経緯
NHKで放送されていたテレビドラマ『事件記者』が1966年3月29日をもって終了したが番組は人気を保っていたため、複数の民放が出演者や作者の島田一男を引き取って、『事件記者』の放送を続けようと考えた。
しかし、各放送局が提示してきた条件を巡って出演者や島田が2グループに分かれ、それぞれNET（現・テレビ朝日）とフジテレビで出演することになってしまい、本作の企画に賛同してNET側に行った滝田裕介、近藤洋介、山田吾一、前田昌明、谷沢裕之、高城淳一、永井智雄、藤岡重慶、綾川香らの俳優陣が出演したのが本作である（島田はフジテレビ側に行った）。
当時、舞台となった広島県にNET系列局が所在せず、特例としてTBS系列局のRCCが制作に参加するという形態となった。

## 放映データ
- 放映期間：1966年10月7日〜1967年9月30日
- 放映曜日・放映時間帯：
  - 毎週金曜日21時〜21時56分（1966年10月7日〜1967年6月30日まで）
  - 毎週土曜日22時〜23時（1967年7月8日〜1967年9月30日）
- 放映話数：全52話
- 放映形式：モノクロ16mmフィルム

## キャスト
- 宮口キャップ：滝田裕介
- 村田記者：近藤洋介
- 若原記者：山田吾一
- 志摩記者：前田昌明
- 安倍記者：谷沢裕之
- 山崎デスク：高城淳一
- 岡田社会部長：永井智雄
- 大沢二課長：高松英郎
- 芥部長刑事：藤岡重慶
- 塩原刑事：綾川香
- 杉山：入江洋佑
- 植木：長島隆一
- 由香：宮裕子
- 佐智子：栗原すみよ
- 久美子：茅島成美
- 梅津栄

ある勇気の記録のみの出演者
- 室田日出男[3]
- 芦田：井上昭文
- 亜紀子：北あけみ
- 岩上：伊沢一郎
- 江戸川組長：佐々木孝丸
- 河辺（大矢根組）：植村謙二郎
- 美子：柳川慶子
- 大矢根組長：南原宏治
- 江戸川組幹部・塚本：戸田皓久
- 柿沼（江戸川組）：大友純

- ナレーター：田口計

- その他、伊東正次、渡真二、岡野耕作、上田侑嗣、四志譲二、三島一夫、伊達弘、山田甲一、大野広高、結城真二郎、沖野一夫、西村俊長、成瀬悟郎、川田信一、志麻ひろ子、鈴木暁子、宮城光江、小甲登枝恵、飯田浩二、比良元孝

## スタッフ
- 原作：『ある勇気の記録 -凶器の下の取材ノート-』（中国新聞社報道部著　青春出版社刊）
- プロデューサー：塙淳一、新井俊一郎
- 監督：山本薩夫、今村農夫也、鈴木敏郎、北村秀敏、渡辺成男、松島稔、奥中惇夫
- 脚本：佐治乾、鈴樹三千夫、大津皓一、柴英三郎、岡本克己、阿部桂一、西沢裕子、田上雄、押川國秋、深沢一夫、今村文人
- 撮影：西山誠
- 音楽：渡辺宙明
- 助監督：畠山豊彦 他
- 協力：広島県警察本部
- 協賛：広島市観光旅館連盟
- 制作：NET、中国放送、東映テレビプロ

## 放映リスト
※第1回「誰のための街」は第21回芸術祭奨励賞を受賞した。

### ｢ある勇気の記録｣
| 回数 | 放送日        | サブタイトル       | 脚本              | 監督       | ゲスト出演                              |
| ---- | ------------- | ------------------ | ----------------- | ---------- | --------------------------------------- |
| 1    | 1966年10月7日 | 誰のための街       | 佐治乾 鈴樹三千夫 | 山本薩夫   | 山形勲（日下部）、上田侑嗣、三島一夫 他 |
| 2    | 10月14日      | 四国から来た一人   |                   | 山本薩夫   | 楠侑子、石井淳                          |
| 3    | 10月21日      | 私は知らない       | 大津皓一          | 今村農夫也 | 今井和子                                |
| 4    | 10月28日      | 十七歳の履歴書     |                   | 今村農夫也 | 山形勲（日下部）、清水良太、野口ふみえ  |
| 5    | 11月4日       | 裏切り             |                   | 鈴木敏郎   |                                         |
| 6    | 11月11日      | 縄張り荒し         | 柴英三郎          | 鈴木敏郎   |                                         |
| 7    | 11月18日      | 誤報               | 佐治乾            | 今村農夫也 | 河津清三郎                              |
| 8    | 11月25日      | 暴力二軍           | 鈴樹三千夫        | 今村農夫也 | 寺田農                                  |
| 9    | 12月2日       | 男になりたい       | 岡本克己          | 鈴木敏郎   | 吉田日出子、近藤宏                      |
| 10   | 12月9日       | お礼まいり         | 岡本克己          | 鈴木敏郎   | 沢阿由美、槙杏子                        |
| 11   | 12月16日      | 黒い港             | 阿部桂一          | 今村農夫也 |                                         |
| 12   | 12月23日      | 市民の敵           | 阿部桂一          | 北村秀敏   | 千之赫子                                |
| 13   | 12月30日      | 私刑               | 柴英三郎          | 鈴木敏郎   | 穂高稔                                  |
| 14   | 1967年1月6日  | 暴力賭場           | 大津皓一          | 今村農夫也 | 曽我廼家一二三、宮裕子                  |
| 15   | 1月13日       | 逃亡十三時間       | 岡本克己          | 北村秀敏   | 蜷川幸雄、沢田実                        |
| 16   | 1月20日       | 集中攻撃           | 柴英三郎          | 鈴木敏郎   | 丹羽たかね、松本染升                    |
| 17   | 1月27日       | 佐川一平の場合     | 西沢裕子          | 今村農夫也 | 三井弘次                                |
| 18   | 2月3日        | 第三の暴力         |                   | 今村農夫也 | 笠置シヅ子、西本裕行、堀勝之祐          |
| 19   | 2月10日       | 掟とは何だ         | 阿部桂一          | 今村農夫也 | 瞳麗子、日高ゆりえ                      |
| 20   | 2月17日       | 娑婆のからっ風     | 岡本克己          | 今村農夫也 | 原田芳雄、桑山正一                      |
| 21   | 2月24日       | 刑事が消えた       | 西沢裕子          | 鈴木敏郎   | 塚本信夫、安藤三男                      |
| 22   | 3月3日        | 死の商人           | 柴英三郎          | 鈴木敏郎   |                                         |
| 23   | 3月10日       | 麻薬地帯           | 柴英三郎          | 鈴木敏郎   | 霧立はるみ                              |
| 24   | 3月17日       | 夜は誰のもの       | 岡本克己          | 鈴木敏郎   | 沢たまき、神田正夫                      |
| 25   | 3月24日       | 暴力街の女たち     | 西沢裕子          | 今村農夫也 | 長山藍子、武内文平、浅見比呂志、西島一  |
| 26   | 3月31日       | 頂上会談           | 柴英三郎          | 今村農夫也 |                                         |
| 27   | 4月7日        | 三月十八日の記事   | 阿部桂一          | 渡辺成男   | 内田稔、高津住男                        |
| 28   | 4月14日       | 白昼の脱出         | 阿部桂一          | 渡辺成男   |                                         |
| 29   | 4月21日       | 組長逮捕           | 押川國秋          | 今村農夫也 | 谷隼人                                  |
| 30   | 4月28日       | 顔役・深町大三郎   |                   | 今村農夫也 | 河野秋武                                |
| 31   | 5月5日        | ヒデが帰ってきた   | 岡本克己          | 渡辺成男   | 松山照夫                                |
| 32   | 5月12日       | 札束(ゼニ)がすべて | 柴英三郎 田上雄   | 渡辺成男   | 西沢利明                                |
| 33   | 5月19日       | 刑務所帰り         | 押川國秋          | 鈴木敏郎   | 睦五郎                                  |
| 34   | 5月26日       | 黒の略奪者         | 深沢一夫          | 鈴木敏郎   | 吉田義夫                                |

### ｢挑戦者 続・ある勇気の記録｣
| 回数 | 放送日       | サブタイトル       | 脚本              | 監督     | ゲスト出演 |
| ---- | ------------ | ------------------ | ----------------- | -------- | --- |
| 35   | 1967年6月2日 | 夜が憎い           | 押川國秋          | 渡辺成男 | 高松英郎、戸田皓久、黒丸良、高林由紀子、 加茂良子、上野山功一、大友純、桔梗恵二郎、 東京子、加藤博子、永井秀明、野口元夫 |
| 36   | 6月9日       | 追いつめられて     | 鈴樹三千夫        | 鈴木敏郎 | 北見治一、森幹太、守屋俊男                                                                                               |
| 37   | 6月16日      | 一匹狼             | 柴英三郎          | 鈴木敏郎 | 青木義朗、西沢利明 |
| 38   | 6月23日      | 大いなる証言       | 押川國秋          | 渡辺成男 | 小林勝彦、野口ふみえ、百瀬功一                                                                                           |
| 39   | 6月30日      | 花と拳銃           | 西沢裕子          | 松島稔   | 関戸純方、伊東昭二、上林絢                                                                                               |
| 40   | 7月8日       | 明日に生きる       | 岡本克己          | 松島稔   | 内田朝雄、住吉正博、遠藤征慈                                                                                             |
| 41   | 7月15日      | 狙われた町         | 今村文人          |          | 深見泰三、石橋蓮司 |
| 42   | 7月22日      | 男の詩             | 佐治乾 鈴樹三千夫 | 北村秀敏 | 丸井太郎、湊俊一 |
| 43   | 7月29日      | もう黙ってない     | 押川國秋          | 北村秀敏 | 富田仲次郎、近藤宏、川口知子                                                                                             |
| 44   | 8月5日       | 混血児ジョー       | 深沢一夫          | 鈴木敏郎 | 谷隼人、沢登護、織本順吉、松浦律子                                                                                       |
| 45   | 8月12日      | 暴力飯場           | 柴英三郎          | 奥中惇夫 | 小沢忠臣、加賀邦男、山岡徹也                                                                                             |
| 46   | 8月19日      | 赤い灯よさようなら | 大津皓一          | 奥中惇夫 | 松本朝夫、林千鶴、二本柳敏恵                                                                                             |
| 47   | 8月26日      | 乗っ取り           | 深沢一夫          | 鈴木敏郎 | 西沢利明、服部哲治 |
| 48   | 9月2日       | 入院戦術           | 押川國秋          | 鈴木敏郎 | 北山達也、三島一夫、日恵野晃、島倉義孝                                                                                   |
| 49   | 9月9日       | それから三年       | 深沢一夫          | 奥中惇夫 | 青木義朗、穂積隆信、牧紀子、小柳徹                                                                                       |
| 50   | 9月16日      | 柿沼逮捕           | 岡本克己          | 奥中惇夫 | 津村悠子、金井由美、桔梗恵二郎                                                                                           |
| 51   | 9月23日      | 最後の二人         | 柴英三郎          | 鈴木敏郎 | 青木義朗、川合伸旺 |
| 52   | 9月30日      | 果てしなき闘い     | 鈴樹三千夫        | 鈴木敏郎 | 勝部演之、高木二朗、田中志幸                                                                                             |

## 備考
- 当時はまだ抗争の最中だったため、何の妨害もなく広島ロケは可能か懸念された。本作の第1話の試写が広島市内で行われた際に、70人の地元の暴力団員が見に来た[4]。地元のある暴力団の組長が「ワシの目の黒いうちは妨害はさせん」と言ったという[4]。スタッフは安心して撮影する事が出来た。
- 当時中学生だった池上彰は、このドラマを見てジャーナリストを志す事を決めた[5]。彼のようにこのドラマを見てジャーナリストを志した者は多かったが、『仁義なき戦い』に比べて知名度は圧倒的に低い。ソフト化などもされておらず、映像が現存しているかも不明である。
- 『仁義なき戦い』の映画化と同様、暴力団追放のキャンペーンにもなると考えた広島県警察が当初協力をしてくれたという[6]。

## 文献
- 中国新聞社報道部著『ある勇気の記録－凶器の下の取材ノート』（1965年11月 青春出版社 / 1994年3月 社会思想社 現代教養文庫）